# 蘭芳公司

蘭芳共和国
蘭芳共和国

蘭芳共和国（らんほうきょうわこく、客家語：Làn-fông Khiung-fò-koet）は、1777年から1884年にかけて現在インドネシアとマレーシア領土のボルネオ島西部に存在した中国からの客家族移民による民主政権。蘭芳公司（ランファンコンス）という会社から発展して成り立った。広東省梅県出身の客家人羅芳伯によって打ち立てられた。その名は創始者の陳蘭伯と初代総長の羅芳伯に由来する。アジア初の共和国とも言われ、現代中国語でも蘭芳共和国と呼ばれる。

## 歴史
18世紀には多くの客家人が生活のためにボルネオ島に渡った。客家人は商才に長けていたために、多くの者が貿易に従事し現地のスルタンから重宝されていた。当時ヨーロッパ人との騒擾事件や他部族とのもめ事が多発したため、客家人たちは広東省から団練を招いた。こうした武装集団の中で最も大きな勢力が蘭芳共和国の前身と成る蘭芳共公司であった。蘭芳共和国は坤甸（インドネシア語：Kota Pontianak、客家語：Khuntien）に首都を置き、元首は大唐総長または大唐客長と称した。大唐総長は治安維持と保護下にあった各部族間の調整を行い、部族内のことは各部族に任せていた。重要事は衆議によって決せられ、大唐総長も民主的な選挙によって選出され、12代続いた。
羅芳伯はヨーロッパ人たちが清国を恐れていることを知り、清国に朝貢を行った。これによりヨーロッパ人との抗争は止み、多くの部族が服属して、最盛期にはボルネオ島全体に影響を及ぼした。
しかし19世紀半ばになると、清国の勢力が衰えて海外のことを顧みる余裕がなくなったことがヨーロッパ人の目に明らかになった。清仏戦争が勃発すると、オランダは蘭芳共和国への攻撃を開始した。蘭芳共和国は抵抗したが衆寡敵せずついに亡国し、オランダ領東インドに編入された。

## 大統領
1. 羅芳伯 蘭芳元年（1777年 - 1795年）
2. 江戊伯 蘭芳十九年（1795年 - 1799年）
3. 闕四伯 蘭芳二十三年（1799年 - 1804年）
4. 江戊伯 蘭芳二十八年（1804年 - 1811年）
5. 宋挿伯 蘭芳三十五年（1811年 - 1823年）
6. 劉台二 蘭芳四十七年（1823年 - 1838年）
7. 古六伯 蘭芳六十二年（1838年 - 1842年）
8. 謝桂芳 蘭芳六十六年（1842年 - 1843年）
9. 葉騰輝 蘭芳六十七年（1843年 - 1845年）
10. 劉乾興 蘭芳六十九年（1845年 - 1848年）
11. 劉阿生 蘭芳七十二年（1848年 - 1876年）
12. 劉亮官 蘭芳一百年（1876年 - 1880年）
13. 劉阿生 蘭芳一百零四年（1880年 - 1884年）

蘭芳一百零八年（西元1884年）オランダの侵略にて亡国。